# Patrulă militară la Jocurile Olimpice de iarnă din 1924
La Jocurile Olimpice de iarnă din 1924, la Chamonix, Franța, a avut loc o competiție de patrulă militară. Baza de date a rezultatelor olimpice enumeră câștigătorii oficiali de medalii pentru această probă, la fel ca și Raportul oficial (1924),, dar mai multe surse au socotit incorect această competiție ca fiind un eveniment demonstrativ. Evenimentul s-a desfășurat și în 1928, 1936 și 1948, dar acele rezultate sunt încă considerate neoficiale. Au trecut 36 de ani până când versiunea modernă a sportului, biatlonul, să devină sport oficial olimpic de iarnă. Site-ul oficial al CIO tratează acum patrula militară masculină la Jocurile din 1924 ca pe o disciplină separată, fără a o amesteca cu schiul nordic sau cu biatlonul. Cu toate acestea, Raportul Oficial din 1924 îl tratează ca pe un eveniment în cadrul probelor de schi.
Competiția s-a desfășurat marți, 29 ianuarie 1924. Fiecare echipă a avut 4 sportivi și distanța pe care s-a desfășurat proba a fost de 25 km. Țintele erau baloane situate la distanța de 150 de metri. Șase echipe au început proba, dar doar patru au terminat, Italia și Polonia retrăgându-se din cauza condițiilor proaste.

## Rezultate
| Loc | Sportivi                                                                                         | Timp ajustat | Trageri la țintă |
| --- | ------------------------------------------------------------------------------------------------ | ------------ | ---------------- |
| 1   | Denis Vaucher (Căpitan), Alfred Aufdenblatten, Antoine Julen, Alfons Julen (SUI)                 | 3:56:06      | 8                |
| 2   | Väinö Bremer (Căpitan), August Eskelinen, Heikki Hirvonen, Ville Mattila (FIN)                   | 4:00:10      | 11               |
| 3   | Camille Mandrillon (Căpitan), Georges Berthet, Maurice Mandrillon, Adrien "André" Vandelle (FRA) | 4:18:53      | 2                |
| 4   | Karel Buchta (Căpitan), Josef Bím, Bohuslav Josífek, Jan Mittlöhner (TCH)                        | 4:19:54      | 5                |
| —   | Piero Dente (Căpitan), Goffredo Lagger, Albino Bich, Paolo Francia (ITA)                         | NT           |                  |
| —   | Zbigniew Wóycicki (Căpitan), Szczepan Witkowski, Stanisław Chrobak, Stanisław Kądziołka (POL)    | NT           |                  |

1. ↑  Timpul ajustat a fost timpul real din care s-au scăzut 30 de secunde pentru fiecare tragere la țintă. [4]

## Clasament pe țări
| Loc | Țară           | Aur | Argint | Bronz | Total |
| --- | -------------- | --- | ------ | ----- | ----- |
| 1   | Elveția (SUI)  | 1   | 0      | 0     | 1     |
| 1   | Finlanda (FIN) | 0   | 1      | 0     | 1     |
| 2   | Franța (FRA)   | 0   | 0      | 1     | 1     |
|     | Total          | 1   | 1      | 1     | 3     |